# تانومسهیده
تانومسهیده (به سوئدی: Tanumshede) یک منطقهٔ مسکونی در سوئد است که در بخش تانوم واقع شده‌است. تانومسهیده ۱٫۸۷ کیلومتر مربع مساحت و ۱٬۶۹۷ نفر جمعیت دارد.